# Xiangyun
Xiangyun léase Siáng-Yun (en chino:祥云县, pinyin:Xiángyún xiàn) es un condado bajo la administración directa de la prefectura autónoma de Dali. Se ubica al norte de la provincia de Yunnan, sur de la República Popular China. Su área es de 2498 km² y su población total para 2010 fue de más de 400 mil habitantes.

## Administración
El condado Xiangyun se divide en 10 pueblos que se administran en 8 poblados y 2 villas. 